# Мулдашев Ернст Ріфгатович
Ернст Ріфгатович Мулдашев (1 січня 1948, село Верхнє-Серменево, Бєлорєцький район, Башкирська АРСР) — російський хірург-офтальмолог, хірург вищої категорії, організатор і керівник центру мікрохірургії ока в Уфі. Широкій публіці також відомий як автор ряду книг і газетних публікацій на містичні теми, написаних ним у зв'язку з експедиціями в Тибет і в Єгипет.
Батько — башкир, Ріфгат Мулдашев, мати — українка, Валентина Махіня (яку він називає укра́інкой).
Навчався в школі міста Салават. 1972—1982 — науковий співробітник, керівник відділення реконструктивної та пластичної хірургії Уфімського НДІ очних хвороб; 1982—198 — лікар-окуліст очного відділення лікарні № 10, МСЧ ОЛУНПЗ; 1988 — 1990 — завідувач лабораторії трансплантатів для офтальмохірургії МНТК «Мікрохірургія ока»; з 1990 — директор Всеросійського центру очної і пластичної хірургії (м. Уфа). У 1990—1993 роках — народний депутат Росії.
Майстер спорту СРСР, триразовий чемпіон СРСР з спортивного туризму. Один з організаторів і учасник експедицій по перевірці версії про катастрофу зниклого літака С. О. Леваневського в 1937 році в Якутії.

## Офтальмологія
Мулдашев є заслуженим лікарем Російської Федерації, доктором медичних наук, професором. Член правління Товариства офтальмологів Росії. Хірург вищої категорії, почесний консультант Луїсвілльського університету (США), член Американської академії офтальмології, дипломований офтальмолог Мексики, член Міжнародної академії наук.
Винахідник хірургічного біоматеріалу «аллоплант», за допомогою якого стало можливим (за твердженнями самого Мулдашева) лікувати деякі хвороби, що вважаються «безнадійними». Проте ніяких офіційних підтверджень цього представлено наразі не було.
Відомий випадок лікування хвороби, яка вважалася безнадійною, відомої дресирувальниці Терези Дурової, після якої, за словами самої пацієнтки, до неї повернулася можливість бачити.
Згідно з повідомленнями, він пересадив донорське око і повернув зір пацієнту, однак офтальмологи заперечують реальність операції пересадки очі, зважаючи на принципову неможливість відновлення зорового нерва. Коментуючи ситуацію, сам Мулдашев сказав, що зробив пересадку рогівки і сітківки ока.

### Висловлювання інших офтальмологів про Мулдашева
Професор Христо Тахчіді, генеральний директор МНТК «Мікрохірургія ока» ім. акад. С. Н. Федорова:
 — Зараз ми через прокол у півтора-два міліметри входимо в око, видаляємо кришталик, ставимо новий і відновлюємо зір. Ми можемо реконструювати все око, можемо пересадити рогівку, приварити сітківку, можемо працювати в задніх сегментах очей — на стику з тканинами зорового нерва. А от відновити загиблу нервову тканину нам не під силу.

Питання: — Башкирський лікар Ернст Мулдашев начебто лікує від сліпоти, береться пересаджувати очі. Найзнаменитіша його пацієнтка — відома співачка.
— Не побоюся сказати жорстко: таке лікування — шарлатанство. При цьому Мулдашев дійсно знаючий офтальмолог, професор, займався пластичною хірургією. Але в якийсь момент його занесло, він почав займатись «шаманством». Ми вже давно ведемо з ним дискусії. Адже ні одному лікарю-професіоналу він не показав хвору з пересадженим оком. На жаль, сьогодні така пересадка неможлива.

Професор Валерій Екгардт, керівник Челябінського офтальмо-ендокринологічного центру, член правління Всеросійського товариства офтальмологів:

Питання: — Зате про уфимського офтальмолога Ернста Мулдашева розповідають легенди. Це правда, що йому вперше у світі вдалася пересадка очей?
— У нас з Ернстом Ріфгатовичем хороші відносини. І я не перестаю дивуватися різнобічності, неординарності цієї особистості. Він захоплюється нетрадиційною медициною, ходить по Гімалаях, зустрічається з ламами. У нього своя теорія походження людини з Тибету (нашими попередниками були триокі лемурійці та атланти). Він пише вірші, книги. Можливо, все це дозволяє йому на високому рівні тримати певний напрямок в офтальмології. Він єдиний у країні займається використанням людських тканин для відновлювальних операцій. Але регенерувати сітківку ока нікому у світі не вдавалося — пересаджене жінці око не бачить. З цього приводу офтальмологічна громадськість дуже обурювалася.

## Ненаукові дослідження

### Офтальмогеометрія
Ернстом Мулдашевим і його однодумцями був проведений експеримент, де людям давали фотографії осіб знаменитих людей, розрізані на три частини — нижня (рот), середня (очі), верхній (лоб, волосся). Розпізнавання проходило успішно тільки за «очною частиною» особи. На основі отриманих результатів було висунуто припущення, що людина зчитує двадцять два параметри у будові ока, які дозволяють описати обличчя. В результаті була створена комп'ютерна програма, за допомогою якої було можливо відновити зовнішність людини по очах.
Скануючи фотографії очей представників усіх рас земної кулі, було вирахувано, як, можливо, має виглядати середньостатистичне око; по висунутому припущенню, таке око належить представникам тибетської раси. Також за допомогою офтальмогеометрії був складений портрет істоти, якій належать очі на храмах в Тибеті. Порівнюючи місця проживання людей з різною формою ока, Мулдашев запропонував чотири гіпотетичні шляхи міграції людства по земній кулі, джерелом якої був район Тибету. Ця гіпотеза суперечить даним археології, порівняльної генетики, палеолінгвістики та інших наук, що демонструють розселення сучасних людей з Африки через Близький Схід по світу.

### «Генофонд людства»
«Генофонд людства», на думку Мулдашева, — це гіпотетичне утворення, що являє собою сукупність печер, розташованих головним чином в районі Гімалаїв, в яких у «законсервованому» стані (стані соматі або самадхі) знаходяться люди попередніх цивілізацій.
За твердженням Мулдашева, призначення «генофонду» полягає в тому, щоб заново відродити людство в разі його загибелі в результаті війни, техногенної катастрофи, глобального катаклізму і т. д. При цьому, за власними словами, Мулдашеву не вдалося побачити чи зафотографувати цих людей.

### Критика
Твердження та гіпотези Мулдашева неодноразово піддавалися критиці як сумнівні та псевдонаукові. Деякі дослідники вбачають в них виключно фантазію автора або бажання самореклами.

### Наукові публікації
- Публікації в базі Google Scholar [Архівовано 16 вересня 2021 у Wayback Machine.]
- Публікації в базі даних PubMed
- Публікації на сайті Центру «Аллоплант»

### Книги Мулдашева в Інтернеті
- Книги Мулдашева на сайті Індостан.ру [Архівовано 19 жовтня 2011 у Wayback Machine.]
- Книги Мулдашева на сайті Alternative View

### Інтерв'ю
- Інтерв'ю з Е. Мулдашевим [Архівовано 25 березня 2011 у Wayback Machine.] (рос.)
- Ернст Мулдашев. Таємниці острова Пасхи. У пошуках птахолюдей [Архівовано 7 вересня 2011 у Wayback Machine.] (рос.)

### Критичні публікації про Мулдашева
- Трансгімалайскій казкар з точки зору вченого-офтальмолога [Архівовано 18 липня 2012 у Wayback Machine.] (рос.)
- Критична стаття з журналу «Наука — це життя!» [Архівовано 28 серпня 2011 у Wayback Machine.] (рос.)
- Мулдашев і аквадиск [Архівовано 15 січня 2012 у Wayback Machine.] (рос.)
- Торсіонні поля [Архівовано 20 листопада 2011 у Wayback Machine.] (рос.)
- Ілля Трейгер. «Стародавні піраміди в Колорадо?..» [Архівовано 30 вересня 2011 у Wayback Machine.] (рос.)
- Ілля Трейгер. «І знову колорадські піраміди!» [Архівовано 23 лютого 2012 у Wayback Machine.] (рос.)